# كيفن سموت
كيفن سموت (بالإنجليزية: Kevin Sammut)‏ هو لاعب كرة قدم مالطي في مركز الوسط، ولد في 26 مايو 1981 في المصيدة ‏ في مالطا. شارك مع منتخب مالطا تحت 17 سنة لكرة القدم ومنتخب مالطا تحت 21 سنة لكرة القدم ومنتخب مالطا لكرة القدم. أما مع النوادي، فقد لعب مع سلايما واندريرز ونادي فاليتا ونادي مارساشلوك وهامرون سبارتانز.

## وصلات خارجية
- كيفن سموت على موقع قاعدة بيانات كرة القدم.إي يو (الإنجليزية)
- كيفن سموت على موقع ناشيونال فوتبول تيمز (الإنجليزية)
- كيفن سموت على موقع Soccerbase.com (لاعب) (الإنجليزية)
- كيفن سموت على موقع Soccerway.com (الإنجليزية)